# NCIS: Hawaiʻi
NCIS: Hawai'i is de derde spin-off van de Amerikaanse televisieserie NCIS. De eerste aflevering werd in de Verenigde Staten uitgezonden op 20 september 2021. In Nederland is de serie sinds 27 november 2021 te zien bij Net5. In Vlaanderen wordt de serie uitgezonden door Play5. Na drie seizoenen is CBS met deze serie gestopt.

## Rolverdeling

### Vaste personages
| Acteur             | Personage     | Functie                              |
| ------------------ | ------------- | ------------------------------------ |
| Vanessa Lachey     | Jane Tennant  | Special Agent in Charge (teamleider) |
| Alex Tarrant       | Kai Holman    | Special Agent                        |
| Noah Mills         | Jesse Boone   | Senior Special Agent                 |
| Yasmine Al-Bustami | Lucy Tara     | Special Agent                        |
| Jason Antoon       | Ernie Malik   | Cyber intelligence specialist        |
| Tori Anderson      | Kate Whistler | FBI-special agent                    |
| Kian Talan         | Alex Tennant  | Zoon van Jane Tennant                |

### Terugkerende personages
| Acteur          | Personage                | Functie                     |
| --------------- | ------------------------ | --------------------------- |
| Enver Gjokaj    | Joe Milius               | Marinekapitein              |
| Mahina Napoleon | Julie Tennant            | Dochter van Jane Tennant    |
| Julie White     | Maggie Shaw              | Vriendin en mentor van Jane |
| Sharif Atkins   | Norman 'Boom Boom' Gates | Forensisch specialist       |
| Seana Kofoed    | Carla Chase              | Schouwarts                  |
| LL Cool J       | Sam Hanna                | Special agent               |

## Afleveringen

### Seizoen 1
| Nr. | Titel aflevering | Datum eerste uitzending | Datum eerste uitzending | Samenvatting |
| Nr. | Titel aflevering | Verenigde Staten        | Nederland               | Samenvatting |
| --- | ---------------- | ----------------------- | ----------------------- | --- |
| 1   | Pilot            | 20 september 2021       | 27 november 2021        | Wanneer een marinevliegtuig neerstort op Oahu onderzoeken Tennant en haar team de crash om te voorkomen dat er staatsgeheimen worden onthuld.                         |
| 2   | Boom             | 27 september 2021       | 4 december 2021         | Het team moet een groep internationale dieven uitschakelen voordat ze voorgoed verdwijnen.                                                                            |
| 3   | Recruiter        | 4 oktober 2021          | 11 december 2021        | Na de moord op een onderofficier gaat Kai undercover bij een van de oudste surfbendes van Hawaï.                                                                      |
| 4   | Paniolo          | 11 oktober 2021         | 18 december 2021        | Als een Hawaïaanse cowboy wordt neergeschoten zoeken Tennant en haar team de dader met hulp van de Paniolo-gemeenschap.                                               |
| 5   | Gaijin           | 18 oktober 2021         | 8 januari 2022          | Het onderzoek naar de moord op een Japanse zeeman leidt naar een eerdere moord op de vriendin van het slachtoffer in Japan.                                           |
| 6   | The Tourist      | 1 november 2021         | 15 januari 2022         | Wanneer het team een ontvoerde social media-ster zoekt, blijkt dat ze niet is wie iedereen denkt dat ze is.                                                           |
| 7   | Rescuers         | 8 november 2021         | 22 januari 2022         | Het team onderzoekt de moord op een onderofficier en moet daarnaast zijn vriend en collega beschermen.                                                                |
| 8   | Legacy           | 29 november 2021        | 29 januari 2022         | Na de moord op een demonstrant stuiten Tennant en haar team op een strijd om een stuk land tussen eco-activisten en een tech-miljardair.                              |
| 9   | Impostor         | 6 december 2021         | 5 februari 2022         | Vlak voor een ceremonie ter herdenking van de Pearl Harbor-bombardementen onderzoekt het team een cold case waarbij botten uit de Tweede Wereldoorlog betrokken zijn. |
| 10  | Lost             | 3 januari 2022          | 12 februari 2022        | NCIS en Whistlers team werken samen tijdens een onderzoek naar een container vol gesmokkelde wapens.                                                                  |
| 11  | The Game         | 17 januari 2022         | 19 februari 2022        | Lucy gaat undercover bij een pokertoernooi om erachter te komen wie het bewijs tegen een drugsbaron gestolen heeft.                                                   |
| 12  | Spies, Part 1    | 23 januari 2022         | 26 februari 2022        | Het onderzoek naar de dood van een marine-ingenieur leidt het team naar Maggie Shaw, een vriendin en mentor van Jane.                                                 |
| 13  | Spies, Part 2    | 24 januari 2022         | 5 maart 2022            | Jane is geschokt na een ontdekking over Maggie en schakelt het team in om haar bevindingen te bewijzen.                                                               |
| 14  | Broken           | 28 februari 2022        | 12 maart 2022           | Het team onderzoekt de oorzaak van gehoorschade bij een groep mariniers en Jane wordt ondervraagd na de arrestatie van Maggie.                                        |
| 15  | Pirates          | 7 maart 2022            | 19 maart 2022           | Een zeilboot met daarop Jesse en zijn dochter wordt gekaapt, waarna het team er alles aan moet doen om hen te redden.                                                 |
| 16  | Monster          | 14 maart 2022           | 26 maart 2022           | Kai gaat undercover als chef-kok in een restaurant om informatie in te winnen over een beruchte crimineel.                                                            |
| 17  | Breach           | 21 maart 2022           | 2 april 2022            | Na een cyberaanval op een dam moet het team de dader vinden voordat het eiland afgesloten wordt van stroom en water.                                                  |
| 18  | T'N'T            | 28 maart 2022           | 9 april 2022            | Nick Torres en Jessica Knight reizen naar Hawaï en onderzoeken een oude zaak met hulp van het team van Tennant.                                                       |
| 19  | Nurture          | 18 april 2022           | 7 mei 2022              | Het team onderzoekt een scheepswrak met gesmokkelde exotische dieren die nu op Hawaï rondlopen.                                                                       |
| 20  | Nightwatch       | 2 mei 2022              | 14 mei 2022             | Het team moet werken op hun vrije dag wanneer een zeeman betrokken is bij een moord.                                                                                  |
| 21  | Switchback       | 16 mei 2022             | 21 mei 2022             | Jane en kapitein Milius reizen naar de Filippijnen om een geheime gevangenenruil uit te voeren.                                                                       |
| 22  | Ohana            | 23 mei 2022             | 28 mei 2022             | Het team blijft samenwerken met kapitein Milius na de gevangenenruil in de Filipijnen. Whistler haalt alles uit de kast om Lucy terug te winnen.                      |

### Seizoen 2
| Nr. | Titel aflevering        | Datum eerste uitzending | Datum eerste uitzending                    | Samenvatting |
| Nr. | Titel aflevering        | Verenigde Staten        | Nederland                                  | Samenvatting |
| --- | ----------------------- | ----------------------- | ------------------------------------------ | --- |
| 1   | Prisoners' Dilemma (II) | 19 september 2022       | 21 augustus 2023                           | Vervolg op aflevering NCIS Washington seizoen 19 afl 13 en NCIS Los Angeles over The Raven, die een levensbedreigend virus bij zich heeft. Torres en Knight zijn in Hawaii.                                                                                                 |
| 2   | Blind Curves            | 26 september 2022       | 28 augustus 2023                           | Het onderzoek van het team leidt naar de wereld van illegale straatraces nadat het lichaam van een marinierssergeant op een autokerkhof wordt ontdekt. Tennant is bezorgd dat Alex iets voor haar verbergt, terwijl Whistler Lucy graag aan haar collega's wil voorstellen. |
| 3   | Stolen Valor            | 3 oktober 2022          | 4 september 2023                           | Het NCIS-team vermoedt vals spel wanneer ze een fataal auto-ongeluk onderzoeken waarbij een marineofficier betrokken is. Whistler komt in gevaar wanneer ze undercover gaat om de waarheid achter het ongeluk te achterhalen.                                               |
| 4   | Primal Fear             | 10 oktober 2022         | 11 september 2023                          | Een marinier wordt aangetroffen op heilige Kapu-grond. Het NCIS-team haalt special agent Pike erbij om het mysterie te ontmaskeren en een mogelijke seriemoordenaar op het eiland te pakken. Tennant ontmoet Alex’ nieuwe vriendin.                                         |
| 5   | Sudden Death            | 17 oktober 2022         | 18 september 2023                          | Het team onderzoekt de dood van een marinier en gaat de confrontatie aan met een meedogenloze lokale criminele organisatie. Lucy gaat op zoek naar een nieuw appartement.                                                                                                   |
| 6   | Changing Tides          | 24 oktober 2022         | 25 september 2023                          | Een korporaal overlijdt in een getijdenzwembad nadat hij is blootgesteld aan fentanyl. Het NCIS-team moet snel de bron van de drugs achterhalen. Alex praat met zijn ouders over een tussenjaar. Ernie deelt persoonlijk nieuws met Lucy.                                   |
| 7   | Vanishing Act           | 14 november 2022        | 2 oktober 2023                             | Een jongen vraagt het team om hulp omdat zijn moeder is verdwenen. Terwijl het team naar haar op zoek gaat, ontdekken ze dat de vrouw gezocht wordt voor het stelen van een grote som geld.                                                                                 |
| 8   | Curtain Call            | 21 november 2022        | 9 oktober 2023                             | Een marine officier wordt vermoord terwijl hij illegaal aan het werk is in een amateurtheater. Het NCIS-team rekruteert een bekend gezicht om hen naar een internationale moordenaar te leiden.                                                                             |
| 9   | Desperate Measures      | 5 december 2022         | 16 oktober 2023                            | Commandant Chase wordt uit haar huis ontvoerd door een marinier die beschuldigd wordt van moord op een DEA-agent. Het team moet snel handelen om haar te vinden en de verdachte te pakken te krijgen.                                                                       |
| 10  | Deep Fake (II)          | 2 januari 2023          | Eerder uitgezonden als vervolg op NCIS DC. | Het NCIS-team komt in actie om een zelfmoord te onderzoeken. Tennant, Jimmy Palmer en Sam Hanna worden ontvoerd door een vrouw die beweert een CIA-agent te zijn en informatie van het team eist.                                                                           |
| 11  | Rising Sun              | 16 januari 2023         | 23 oktober 2023                            | Special agent Pike komt in een hinderlaag terecht, wanneer hij undercover werkt met een Japanse familie. Het team moet onderzoeken wie verantwoordelijk is voor de aanvallen.                                                                                               |
| 12  | Shields Up              | 23 januari 2023         | 30 oktober 2023                            | Het team onderzoekt de moord op een kapitein van de marine en ontdekt al snel dat er een omerta bestaat in zijn elite eenheid. Het team volgt het spoor naar een ex-marinier die alles achter zich liet om monnik te worden.                                                |
| 13  | Misplaced Targets       | 6 februari 2023         | 6 november 2023                            | Na een explosie in een meth-laboratorium komt het NCIS- team erachter dat één van hen een doelwit is. Lucy krijgt haar eerste zaak toegewezen aan boord van een vliegdekschip.                                                                                              |
| 14  | Silent Invasion         | 13 februari 2023        | 13 november 2023                           | De moord op een kapitein en zijn vrouw doen denken aan een oude, onopgeloste zaak. Het team moet bepalen of het om een na-aper gaat. Het team komt opnieuw in contact met Jim Carter, de agent die verantwoordelijk was voor het toenmalige onderzoek.                      |
| 15  | Good Samaritan          | 27 februari 2023        | 20 november 2023                           | Wanneer een deserteur van de marine per ongeluk zijn onderduikadres verlaat, wordt zijn gezin een doelwit. NCIS-team en Charlie I onderzoeken wie er achter hen aan zit. Lucy verrast het team met haar vriegtijdige terugkeer naar Hawaï.                                  |
| 16  | Family Ties             | 13 maart 2023           | 27 november 2023                           | Het team onderzoekt een reeks kleine diefstallen binnen de marine en ontdekt dat de verdachte de zoon is van een bevelhebber. Whistler worstelt met een onwillige informant. Alex onderzoekt zijn studiekeuze.                                                              |
| 17  | Money Honey             | 20 maart 2023           | 4 december 2023                            | Milius keert terug naar Hawaï als het team een gevaarlijk doelwit van de Amerikaanse overheid achtervolgt met behulp van een informant. Jane Tennant en Daniël verwerken het nieuws dat Alex is toegelaten tot de Naval Academy.                                            |
| 18  | Bread Crumbs            | 10 april 2023           | 11 december 2023                           | Tijdens een helikoptervlucht ondervraagt Tennant een verdachte die volgens haar verantwoordelijk is voor de verdwijning van een NCIS-agent. Maar wanneer de helikopter neerstort, moet ze zichzelf en de andere passagiers zien te redden.                                  |
| 19  | Cabin Fever             | 1 mei 2023              | 18 december 2023                           | Na de mysterieuze dood van een astronaut in een zeer gevoelige Mars-simulatie moet het NCIS-team Ernie naar het leefgebied sturen om alleen op onderzoek uit te gaan. |
| 20  | Nightwatch Two          | 8 mei 2023              | 1 januari 2024                             | Wanneer Lucy tijdens de nachtwacht een vreemd telefoontje krijgt van een man die een moord toegeeft, gaat het NCIS-team op zoek naar hem. |
| 21  | Past Due                | 15 mei 2023             | 8 januari 2024                             | De ontdekking van een dode voormalige MI6-agent onthult geheimen uit het verleden van Tennant, waardoor ze tot het uiterste moet gaan om de verantwoordelijke partij op te sporen.                                                                                          |
| 22  | Dies Irae               | 22 mei 2023             | 15 januari 2024                            | Wanneer een figuur uit het CIA-verleden van Tennant opnieuw opduikt, zoekt het NCIS-team hulp op de meest onwaarschijnlijke plek om een moordenaar te vangen die dreigt alles te vernietigen wat Tennant heeft gebouwd.                                                     |

### Seizoen 3
| Nr. | Titel aflevering     | Datum eerste uitzending | Datum eerste uitzending | Samenvatting |
| Nr. | Titel aflevering     | Verenigde Staten        | Nederland               | Samenvatting |
| 1   | Run and Gun          | 12 februari 2024        | 16 maart 2024           | Nadat Tennant haar medische en psychologische evaluaties heeft doorstaan, is ze verrast om te zien dat Sam Hanna met haar haar laatste evaluatiegesprek voert om haar terugkeer naar het werk te regelen.                      |
| 2   | Crash and Burn       | 19 februari 2024        | 23 maart 2024           | Na de crash van een transportvliegtuig voor gevangenen moet het team de veroordeelden vinden die naar het eiland zijn ontsnapt. Sam Hanna en Jane Tennant hebben de taak een spraakmakende Russische gevangene te lokaliseren. |
| 3   | License to thrill    | 26 februari 2024        | 30 maart 2024           | Na een brute overval op klaarlichte dag op een Navy Federal Credit Union spoort het NCIS-team een groep adrenaline zoekers op. Tennant zet steeds meer vraagtekens bij de redenen waarom Sam Hanna in Hawaii is.               |
| 4   | Dead on Arrival      | 3 maart 2024            | 7 april 2024            | Wanneer een marinepiloot vermoord wordt aangetroffen in een plaatselijk militair resort, gaat het team undercover om een criminele onderneming te ontdekken die zich in het volle zicht verbergt.                              |
| 5   | Serve and Protect    | 25 maart 2024           | 13 april 2024           | NCIS beschermt de dochter van een Russische oligarch die een dodelijk geheim met zich meedraagt. Sam vraagt Tennant om een gunst.                                                                                              |
| 6   | Operation Red Rabbit | 1 april 2024            | 20 april 2024           | Wanner de verloofde van een verdwenen marineofficier hulp van NCIS inroept, onthult het team dat zijn geheimen veel dieper gaan dan ze vermoedde. Sam vraagt Kai om zijn wingman te zijn.                                      |
| 7   | The next Thousand    | 15 april 2024           | 27 april 2024           | Het NCIS-team volgt een moordverdachte diep in het bos en ontdekt een verontrustend geheim. |
| 8   | Into Thin Air        | 22 april 2024           | 11 mei 2024             | Nadat de vrouw van een marinier ontvoerd is voor losgeld, ontdekt het NCIS-team duistere geheimen, terwijl ze racen om haar ontvoerder op te sporen voor het te laat is.                                                       |
| 9   | Spill the tea        | 29 april 2024           | 18 mei 2024             | Wanneer een biowapenexpert van grote waarde wordt vermoord in een beveiligde faciliteit, bundelen NCIS en het NCIS Elite-team hun krachten om de moordenaar op te sporen en een nog dodelijker bedreiging te ontdekken.        |
| 10  | Divided we conquer   | 6 mei 2024              | 25 mei 2024             | Na een verwoestende hinderlaag waarbij gebruik is gemaakt van een dodelijk biowapen, moet het NCIS-team een mysterieuze terroristische groepering opsporen voordat ze opnieuw kunnen toeslaan.                                 |